# Fran Brodić
Fran Brodić est un footballeur croate né le 8 janvier 1997 à Zagreb. Il évolue au poste d'attaquant au Calcio Catane.

## Biographie

### En équipe nationale
Fran Brodić dispute avec l'équipe de Croatie des moins de 17 ans le championnat d'Europe des moins de 17 ans 2013 qui se déroule en Slovaquie. Il dispute dans la foulée la Coupe du monde des moins de 17 ans 2013 aux Émirats arabes unis. Lors du mondial des cadets, il joue trois matchs, contre le Maroc, le Panama et l'Ouzbékistan. 
Il participe ensuite avec la sélection croate des moins de 19 ans au championnat d'Europe des moins de 19 ans 2016 organisé en Allemagne.

## Carrière
- 2013-2014 : Dinamo Zagreb ( Croatie)
- 2014-201. : Club Bruges ( Belgique)
  - 2015-2016 : Royal Antwerp ( Belgique)

## Palmarès
- Champion de Croatie en 2013 et 2014 avec le Dinamo Zagreb
- Finaliste de la Coupe de Croatie en 2014 avec le Dinamo Zagreb